# Ferdi Sabit Soyer
Ferdi Sabit Soyer (ur. 5 marca 1952 w Nikozji) – turecki polityk,  premier nieuznawanej Tureckiej Republiki Cypru Północnego od 25 kwietnia 2005 do 5 maja 2009, przewodniczący Tureckiej Partii Republikańskiej (CTP, Cumhuriyetçi Türk Partisi).

## Życiorys
Ferdi Sabit Soyer urodził się w Nikozji w 1952. Studiował medycynę w Turcji, jednak z powodów politycznych nie ukończył edukacji. W czasie studiów współtworzył Federację Studentów Turków Cypryjskich (KOGEF).
Po powrocie na Cypr, Soyer zaangażował się w działalność ruchu niepodległościowego Turków cypryjskich. Został członkiem Tureckiej Partii Republikańskiej, zajmując z czasem stanowisko jej sekretarza generalnego.
W 1985 wszedł w skład Zgromadzenia Republiki (parlamentu), w którym z przerwą w latach 1990-1993, zasiada do chwili obecnej. 
W latach 1994–1996, po zawiązaniu koalicji przez CTP z Partią Demokratyczną, Soyer zajmował stanowisko ministra rolnictwa, zasobów naturalnych i energii.
25 kwietnia 2005 został mianowany premierem Cypru Północnego, objęciu przez Mehmeta Alego Talata urzędu prezydenta. 21 maja 2005 został wybrany przewodniczącym Tureckiej Partii Republikańskiej.
W kwietniu 2009 Turecka Partia Republikańska poniosła porażkę w wyborach parlamentarnych i musiała oddać władzę. 5 maja 2009 na czele nowego rządu stanął po raz trzeci Derviş Eroğlu z Partii Jedności Narodowej.